# Serendipidade
Serendipidade é um anglicismo que se refere a atos, ao desenvolvimento ou descoberta de coisas úteis ou interessantes por acaso.
A história da ciência está repleta de casos que podem ser classificados como serendipismo. Muitas descobertas significativas na história foram serendipitosas, incluindo a penicilina, os Post-it, os picolés, o efeito psicoativo do LSD e o forno de micro-ondas, surgindo de circunstâncias imprevistas que foram então reconhecidas e aproveitadas. Pode ser considerada como uma forma especial de criatividade, ou uma das muitas técnicas de desenvolvimento do potencial criativo de uma pessoa, que alia perseverança, inteligência e senso de observação.

Ademais, destaca-se a teoria do encontro fortuito de provas, ou a também chamada teoria da serendipidade, que consiste na descoberta inusitada, inesperada da prova no decorrer de uma investigação legalmente autorizada, em que a princípio não tinha o objetivo de investigar tais fatos.
| “ | O acaso só favorece a mente preparada | ” |
|   | — Louis Pasteur.                      |   |

A palavra Serendipismo se origina da palavra inglesa Serendipity, criada pelo escritor britânico Horace Walpole em 1754, a partir do conto persa infantil Os três príncipes de Serendip. Esta história de Walpole conta as aventuras de três príncipes do Ceilão, actual Sri Lanka, que viviam fazendo descobertas inesperadas, cujos resultados eles não estavam procurando realmente. Graças à capacidade deles de observação e sagacidade, descobriam “acidentalmente” a solução para dilemas impensados. Esta característica tornava-os especiais e importantes, não apenas por terem um dom especial, mas por terem a mente aberta para as múltiplas possibilidades.
Serendib é o nome que os comerciantes árabes da antiguidade deram ao actual Sri Lanka (um entre vários nomes dados a esta ilha através de sua história, sendo que os cartógrafos gregos antigos a chamavam de Taprobana; já o atual nome do país significa Terra Resplandecente no idioma sânscrito, conforme registrado nos antigos épicos indianos Mahabharata e Ramayana; finalmente, com a chegada dos portugueses, a ilha recebeu o nome luso de Ceilão, do qual deriva a versão inglesa Ceylon).

## Alguns casos famosos

### Arquimedes
Arquimedes (287-212 a.C.), um grande matemático e inventor grego, tomava seu banho imerso em uma banheira, quando teve o que hoje chamamos de insight e, repentinamente, encontrou a solução para um problema que o atormentava havia tempos. Seria a coroa do rei de Siracusa realmente de ouro? Dizem que Arquimedes teria saído à rua nu gritando Eureka! Eureka! (Encontrei!). Ele havia descoberto um dos princípios fundamentais da hidrostática, que seria conhecido futuramente como o "Princípio de Arquimedes".

### Kekulé
O químico alemão August Kekulé (1829-1896) durante uma noite do ano de 1865, apos uma década pesquisando as ligações de moléculas de carbono, adormeceu defronte a lareira sonhando com uma cobra que mordia o próprio rabo, a Ouroboros, a visão serviu de base para a apreensão da estrutura molecular do hidrocarboneto benzeno. O sonho e a visão serviriam de base não só para o entendimento de como os átomos do anel benzênico se ligavam entre si como de princípio básico da química orgânica e do entendimento das estruturas em anéis, treliças e cadeias formadas pelo carbono.

### Alexander Fleming
Ao se preparar para entrar em férias por duas semanas, Alexander Fleming inoculou estafilococos em uma bandeja e, ao invés de colocá-la na incubadora, como normalmente fazia, resolveu deixá-la sobre a bancada.
No andar de baixo do laboratório de Fleming trabalhava um perito em bolores que cultivava, entre outros, os esporos de um fungo desconhecido, o Penicillium notatum. Imagina-se que os esporos, muito leves, tenham sido levados pelo vento e estavam flutuando em grande quantidade no ar do laboratório de Fleming, cuja porta sempre ficava aberta.
Retornando das férias, e encontrando o laboratório em grande desordem, Fleming começou a fazer uma limpeza geral. Repentinamente, uma das bandejas de estafilococos que estava prestes a ser desinfetada chamou-lhe a atenção. A placa apresentava uma larga zona clara totalmente desprovida de estafilococos, justamente a parte que estava cercada pelo mofo Penicillium. Fleming havia descoberto a penicilina, primeira droga capaz de curar inúmeras infecções bacterianas.

### Galvani
Em seus estudos, dissecando rãs em uma mesa enquanto conduzia experimentos com eletricidade estática, um dos assistentes de Galvani tocou em um nervo ciático de uma rã com um escalpelo metálico, o que produziu uma reação muscular na região tocada sempre que eram produzidas faíscas em uma máquina eletrostática próxima. Tal observação fez com que Galvani investigasse a relação entre a eletricidade e a animação - vida. Por isso é atribuída a Galvani a descoberta da bioeletricidade.
A própria palavra eletricidade vem de um relato do filósofo grego Tales de Mileto: ao se esfregar âmbar com pele de carneiro, observou-se que pedaços de palha eram atraídos pelo âmbar. A palavra eléktron significa âmbar em grego.

### Cade
John Cade era um desconhecido psiquiatra australiano que perseguia a crença de que pacientes maníacos excretavam ácido úrico altamente concentrado. Para testar sua hipótese, Cade injetava um preparado que fazia a partir da urina dos pacientes em cobaias. Havia, no entanto, sérios problemas de solubilidade nas amostras usadas e, para resolver esse entrave, Cade passou a usar urato de lítio.
Inesperadamente as cobaias ficavam calmas e passivas durante os experimentos, contrastando com seu comportamento usualmente agitado e arredio.
O urato de lítio revelou uma das maiores revoluções na psiquiatria moderna. A partir daí Cade ainda fez testes em humanos em casos extremamente graves de mania aguda.
Até hoje, mais de cinqüenta anos depois, o lítio permanece como um dos principais tratamentos para pacientes com mania grave, graças aos inesperadamente calmos porquinhos da índia observados pelo Dr. Cade.

### Brånemark
A osteointegração é um outro caso de serendipidade. Um médico, Per-Ingvar Brånemark, estudando micro-circulação sangüínea em tíbias de coelhos verificou que as fraturas soldavam-se fortissimamente entre tecido ósseo e titânio. Reza o adágio que usava outro metal menos durável e mandou que fabricassem peças substitutas do inquebrantável titânio para durar mais, reutilizando em outros coelhos, mas ficou tão firme que praticamente ficou inseparável do osso. E um dos resultados de tudo isso foram os atuais implantes dentários.

### Nikola Tesla
Tesla contava que enquanto declamara um poema de Goethe num parque teve a visão do esquema primordial de funcionamento da Corrente Alternada, qual inventou, ou descobriu, como preferia dizer. Afora suas inestimáveis marcas de brilhantismo cientifíco e tecnológico também relatou que percebeu a hora da morte de sua mãe, o que encarou com o conceito de sintonia, usada na comunicação sem fio que inventou, qual patenteou as bases para a as versões derivadas do rádio posteriormente pelo Padre Roberto Landell de Moura e depois também por Guglielmo Marconi, o que tais eventos mais ou menos concomitantes corroboram também para a teoria da sincronicidade de Carl Jung .
Existem anedotas de grandes descobertas, como a de Cristóvão Colombo, Newton, etc., contudo o grau de irrefutabilidade da tese nem sempre encontram respaldo e aceitação histórica como a do Empuxo, ou são notadamente invenções didáticas ou divertidas.

## A estrutura da serendipidade
Ao invés de ter o mesmo significado que eventos aleatórios, a serendipidade não pode ser assumida, rotineiramente, de forma errada como sinônimo de um “acidente feliz” (Ferguson, 1999; Khan, 1999), de descobrir coisas sem estar buscando por elas (Austin, 2003), ou de “uma agradável surpresa (Tolson, 2004).
O New Oxford Dictionary of English define  serendipidade como a ocorrência e o desenvolvimento de eventos, por acaso, de forma satisfatória ou benéfica, entendendo o acaso como qualquer evento que acontece na ausência de qualquer projeto óbvio (aleatoriamente ou acidentalmente), que não é relevante para qualquer necessidade presente, ou no qual a causa é desconhecida.
Inovações apresentadas como exemplo de serendipidade apresentam uma característica importante: foram feitas por indivíduos capazes de “ver pontes onde outros viam buracos” e ligar eventos de modo criativo com base na percepção de um vínculo significativo.
A chance é um evento, a serendipidade uma capacidade (astuciosa). O Prêmio Nobel Paul Flory sugere que invenções significativas não são meros acidentes.

## Serendipidade e descobertas científicas
A serendipidade pode desempenhar um papel importante na busca da verdade, mas em função do tradicional comportamento científico e pensamento científico baseado na lógica e na previsibilidade é, muitas vezes, ignorado na literatura científica.
Pesquisadores bem sucedidos conseguem observar os resultados de forma atenta, com disposição para a analisarem um fenômeno sob as mais diversas e diferentes perspectivas. Questionam a si mesmos sobre pressupostos que não se encaixam com as observações empíricas. Percebendo que eventos serendipidados podem gerar importantes ideias de pesquisa, estes pesquisadores reconhecem e apreciam o inesperado, encorajando seus assistentes a observar e discutir fatos inesperados.
Serendipidade pode ser obtida em ambientes de grupos a fim de que a “massa crítica” de cientistas multidisciplinares trabalhando unidos em um ambiente que favorece as comunicações, firmando a ideia de que o trabalho e interesse de um pesquisador pode ser compartilhado com outro que pode descobrir uma nova aplicação para um novo conhecimento.

## Serendipidade e inovação
A serendipidade é tipicamente usada de forma incorreta como sinônimo de oportunidade, coincidência, sorte ou providência, um conceito que prejudica a apreciação do termo em relação à sua contribuição para o processos de inovação.
Trata-se de uma qualidade muitas vezes incompreendida para a descoberta e inovação. Pode se constituir numa ferramenta poderosa na contribuição de percepções inovadoras que conduzem à realização de visões empreendedoras. Ao entender o processo de seu desenvolvimento e utilização, os gestores e pesquisadores podem usar o acaso como importante contribuição para o sucesso competitivo da empresa.

## Hipertexto
O uso do termo foi retomado com o costume de navegar pelos hiperlinks em textos da Internet, que nos levam a encontrar mais coisas do que procurávamos ao início.

## Mais leitura
- Remer, Theodore G., ed. (1965). Serendipity and the Three Princes, from the Peregrinaggio of 1557. Edited, with an Introduction and Notes, by Theodore G. Remer. Preface by W. S. Lewis. [S.l.]: University of Oklahoma Press LCC 65-10112
- Merton, Robert K.; Barber, Elinor (2004). The Travels and Adventures of Serendipity: A Study in Sociological Semantics and the Sociology of Science. [S.l.]: Princeton University Press. ISBN 0-691-11754-3 (Manuscript written 1958).
- Hannan, Patrick J. (2006). Serendipity, Luck and Wisdom in Research. [S.l.]: iUniverse. ISBN 0-595-36551-5
- Roberts, Royston M. (1989). Serendipity: Accidental Discoveries in Science. [S.l.]: Wiley. ISBN 0-471-60203-5
- Andel, Pek Van (1994). «Anatomy of the unsought finding : serendipity: origin, history, domains, traditions, appearances, patterns and programmability». British Journal for the Philosophy of Science. 45 (2): 631–648. doi:10.1093/bjps/45.2.631
- Gaughan, Richard (2010). Accidental Genius: The World's Greatest By-Chance Discoveries. [S.l.]: Metro Books. ISBN 978-1-4351-2557-5